# 楼得达
楼得达（?—?），明朝时期围棋国手，浙江鄞县（今宁波）人。

## 简介
楼得达“以善奕入供奉”，明成祖酷爱下棋，他把楼得达召进宫，命他与当时的棋霸相礼（相子先）对弈。楼得达比相礼小十多岁，当时相礼已经在棋坛称霸很久了。当时楼得达在京师还是无名小卒，对弈前相礼很骄做，看不起楼得达，自以为胜券稳操。
二人对弈前，明成祖派人把画有冠带官服的纸垫在棋盘底下，准备赏赐给胜者。结果楼得达屡胜相礼，明成祖便赐予楼得达冠带，让吏部授予他官职。而相礼独霸棋坛时代也因此结束。